# Aston Martin DBS Superleggera
L'Aston Martin DBS Superleggera est une voiture de Grand Tourisme produite par le constructeur automobile britannique Aston Martin à partir de septembre 2018. Elle remplace la seconde génération de Vanquish produite de 2012 à 2018.

## Présentation

### Coupé

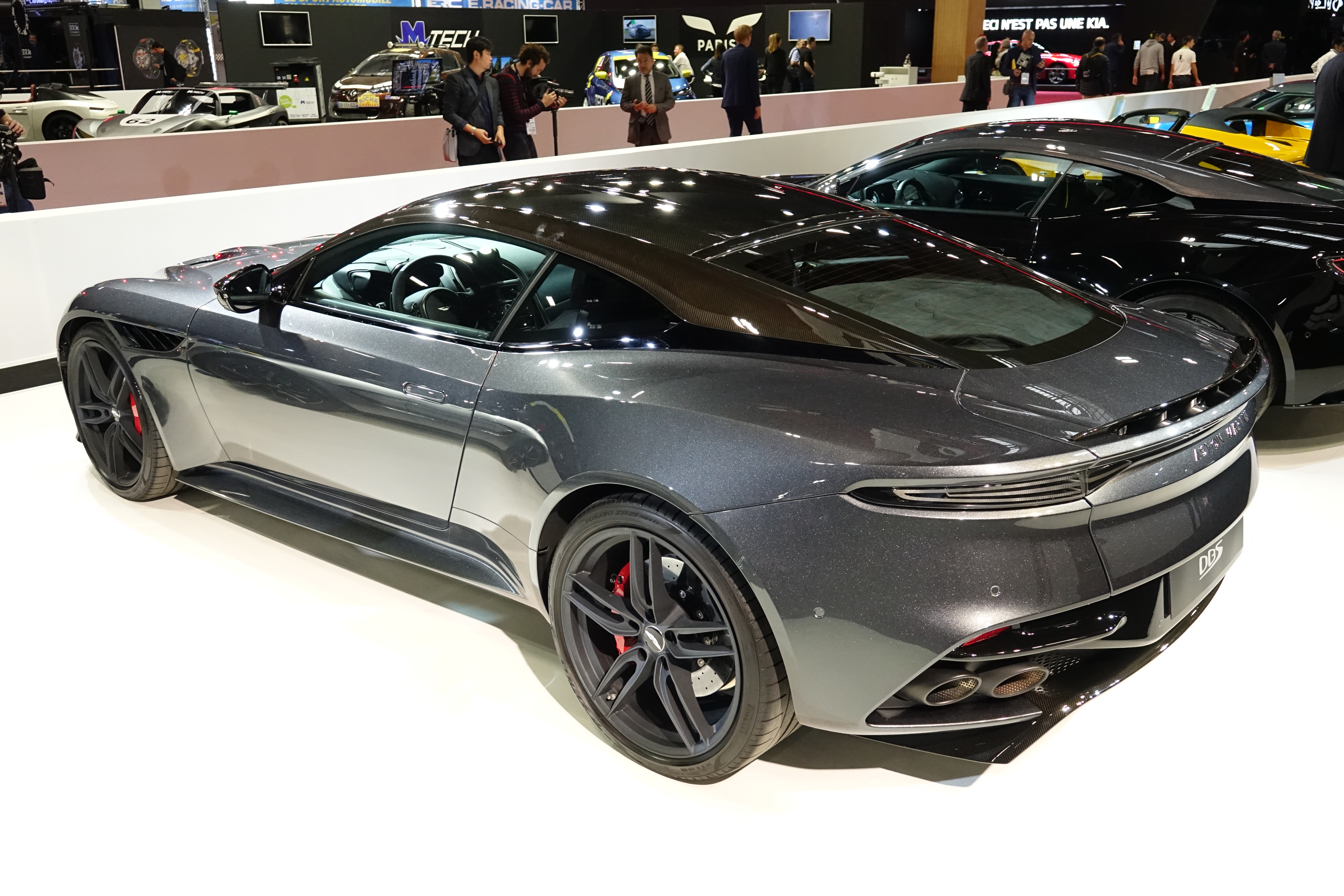
Aston Martin DBS Superleggera.

L'Aston Martin DBS Superleggera coupé est présentée le 28 juin 2018 à Londres en Angleterre, et commercialisée à partir de novembre 2018. Elle est, à sa sortie, la plus puissante de l'histoire des Aston Martin avec ses 725 ch.
En février 2022, Lawrence Stroll, propriétaire d'Aston Martin, annonce une profonde mise à jour de sa gamme de coupés en 2023. Ce sera l'occasion de moderniser le système d'info-divertissement et de faire évoluer le châssis ainsi que les motorisations. En outre, la suspension à l'avant sera revue.

### Cabriolet

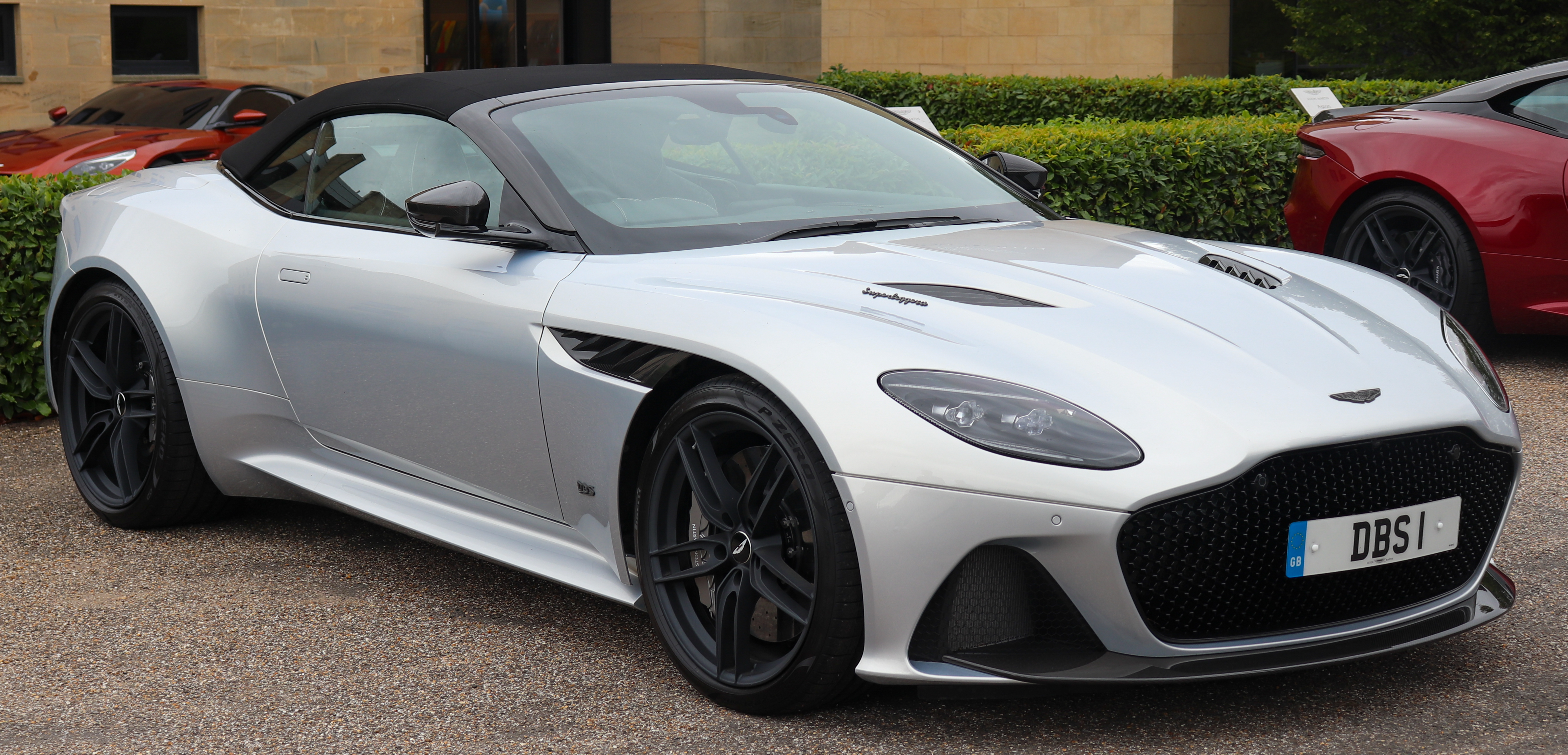
Aston Martin DBS Superleggera Volante.

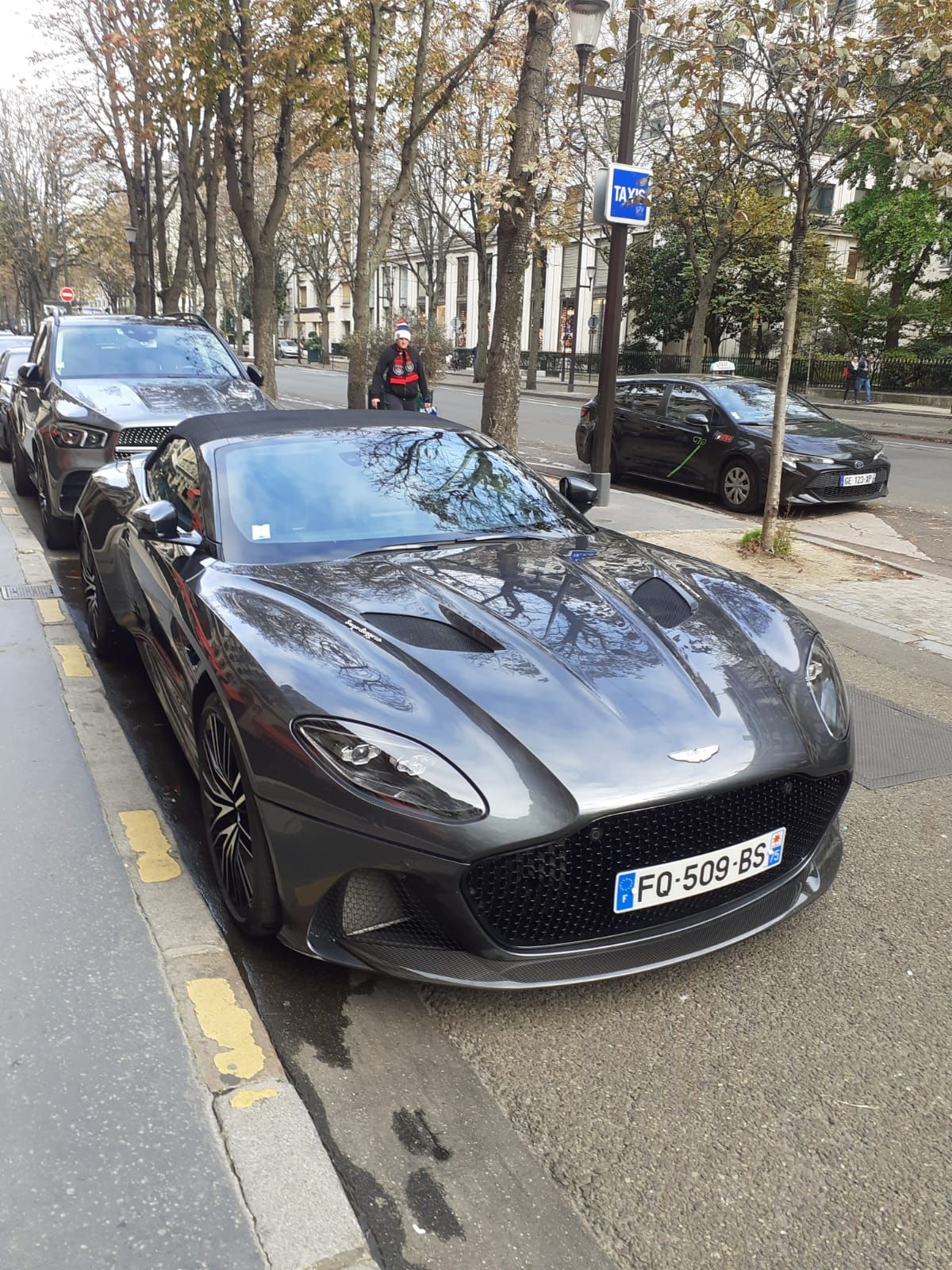
Aston Martin DBS Volante à Paris.

Le 24 avril 2019, Aston Martin présente la DBS Superleggera Volante, version cabriolet de sa GT.

## Caractéristiques techniques
La DBS Superleggera repose sur la base technique de la DB11.

### Motorisation
La GT reprend le moteur V12 5,2 litres twin-turbo de la DB11 gonflé à 725 ch à 6 500 tr/min, contre 608 ch pour celle-ci, et procurant un couple de 900 N m. Le V12 est associé à une boîte de vitesses automatique à 8 rapports ZF proposant trois modes de conduite : GT, Sport et Sport Plus.
|                            | DBS Superleggera               |
| -------------------------- | ------------------------------ |
| Moteur                     | V12                            |
| Admission                  | Double turbo                   |
| Cylindrée (cm3)            | 5 204                          |
| Puissance maximale ch (kW) | 725 (533)                      |
| au régime de (tr/min)      | 6 500                          |
| Couple maximal (N m)       | 900                            |
| au régime de (tr/min)      | 1 800 à 5 000                  |
| Boîte de vitesses          | Automatique ZF à 8 rapports    |
| Transmission               | Aux roues arrière (propulsion) |
| Vitesse maximale (km/h)    | Coupé : 340 Volante : 330      |
| 0-100 km/h (s)             | Coupé : 3,4 Volante : 3,6      |
| Consommation (L/100 km)    | 12,28                          |
| Émissions de CO2 (g/km)    |                                |
| Masse à vide (kg)          | Coupé : 1 693 Volante : 1 863  |
| Capacité du réservoir (L)  |                                |
| Norme environnementale     | Euro 6                         |

## Séries limitées

### DBS Superleggera 59
Édition qui rend hommage à la DBR1 ayant gagné les 24 heures du Mans 1959 et limitée à seulement 24 exemplaires  .

### DBS Superleggera TAG Heuer Edition

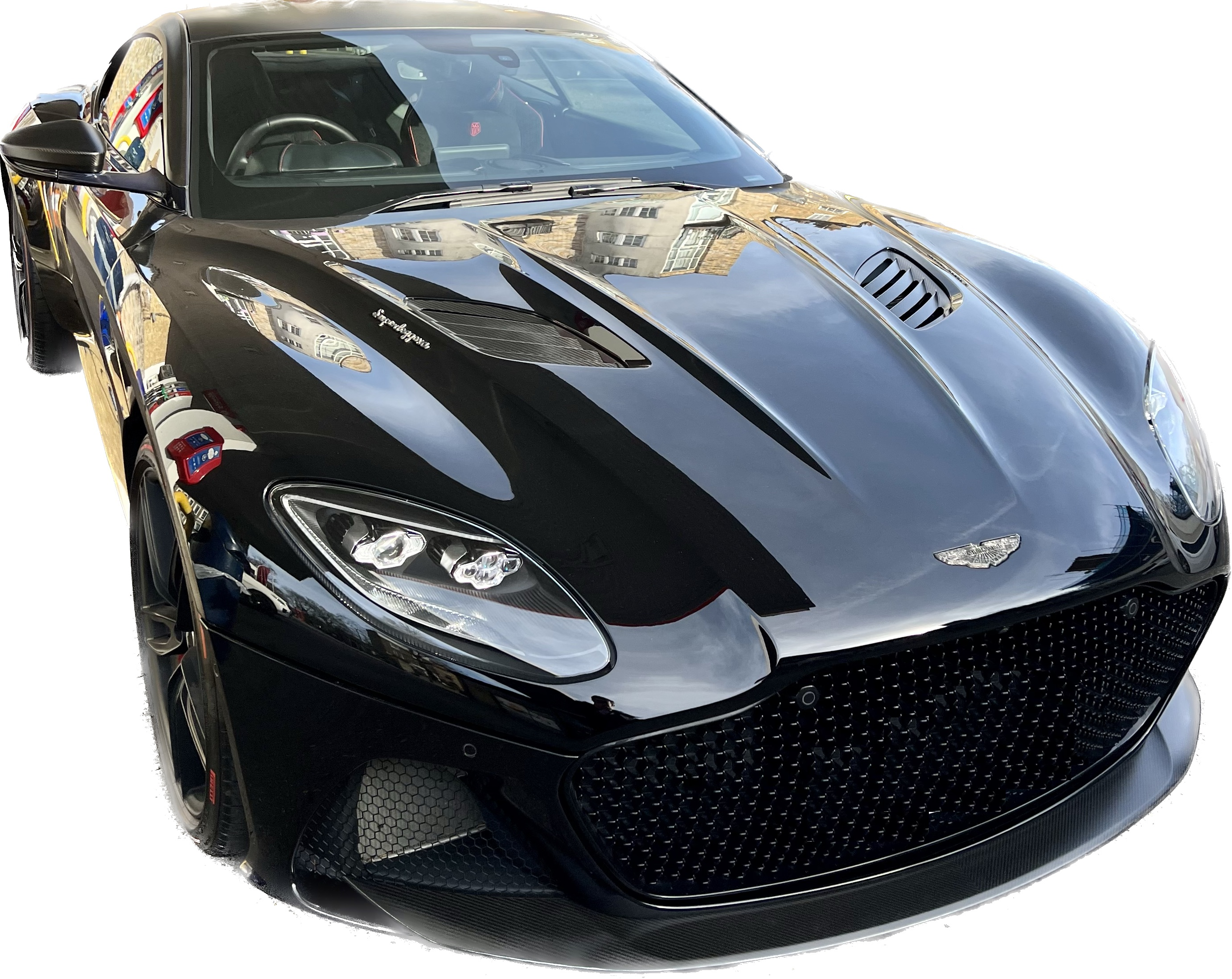
Aston Martin Tag Heuer Edition.

En janvier 2019, Aston Martin présente une série limitée de sa «super GT», la DBS Superleggera TAG Heuer Edition conçue avec l'horloger suisse TAG Heuer, partenaire d'Aston Martin en sport automobile. La TAG Heuer Edition est limitée à 50 exemplaires. Sa couleur est "Monaco Black" un noir métallique avec des reflets rouges qui ne se retrouve que sur cette série limitée. Son intérieur, sur mesure disponible uniquement sur cette série, est en alcantara noir avec des surpiqûres rouges et l'ensemble des options carbone intérieures et extérieures. Chacune des 50 DBS Superleggera TAG Heuer Edition était livrée avec une montre the DBS Edition Carrera Heuer 02 uniquement disponible pour les acheteurs de DBS Superleggera TAG Heuer Edition, rendant la série encore plus unique. Le cadran en titane de la montre représente la grille de la DBS et le bracelet en cuir noir avec des surpiqûres rouges rappelle l'intérieur de la voiture.

### DBS Superleggera OHMSS Special Edition

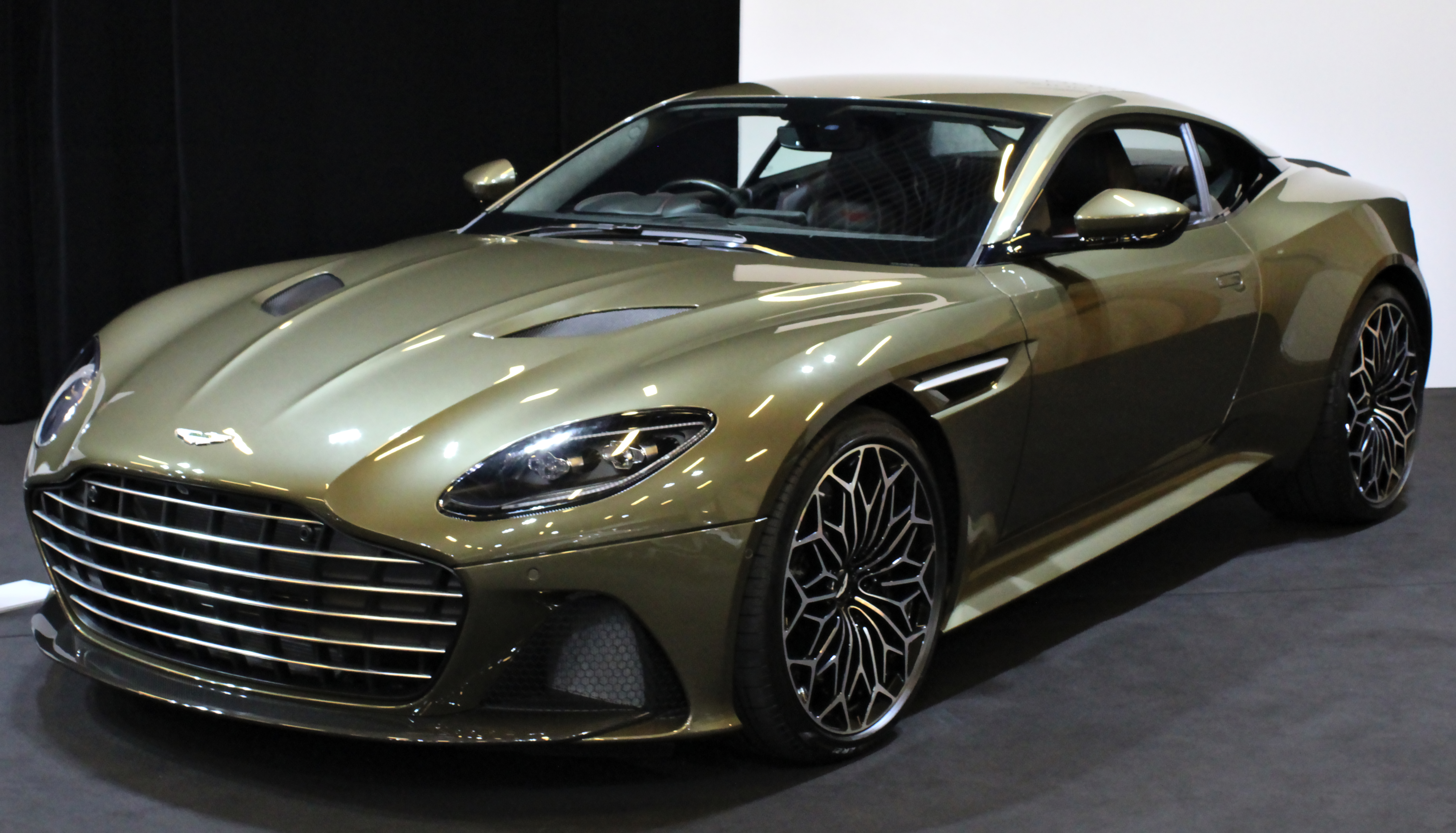
DBS Superleggera OHMSS.

La DBS Superleggera OHMSS Special Edition, pour « On Her Majesty’s Secret Service » (Au service secret de Sa Majesté), est une édition limitée qui célèbre les 50 ans de la DBS aux mains de James Bond, interprété par George Lazenby, dans le film Au service secret de Sa Majesté de 1969.
L'OHMSS Special Edition revêt la même teinte « Olive Green » que son aïeule, elle reçoit des jantes de 21 pouces «Gloss black» et la calandre est dotée de six lames en métal chromé. L'OHMSS Edition, dont l'inscription se retrouve sur les évents sur les ailes avant, est limitée à 50 exemplaires, chacune avec une plaque comportant l'inscription «Hand built in England» avec le numéro du modèle dans la série.
Même son tarif est un hommage à l'agent 007 (James Bond), l'Aston Martin DBS Superleggera OHMSS étant commercialisée au tarif de 300 007 livres !

### DBS Superleggera Concorde Edition
La Concorde Edition est une série limitée à 10 exemplaires de la DBS Superleggera rendant hommage au Concorde de la British Airways à l'occasion des 50 ans du premier vol d'essai du supersonique.

### DBS Superleggera 007 Edition
La 007 Edition est une série limitée à 25 exemplaires de la DBS Superleggera rendant hommage à l'agent secret James Bond pour la sortie du 25e opus « No Time to Die » (Mourir peut attendre).

### DBS 770 Ultimate
Début 2023, Aston Martin présente sa GT la plus puissante, qui est également la dernière version de la DBS Superleggera : la DBS 770 Ultimate. Celle-ci est produite à 499 exemplaires et gonflée à 770 ch.

## Séries spéciales

### DBS Zagato Centennial

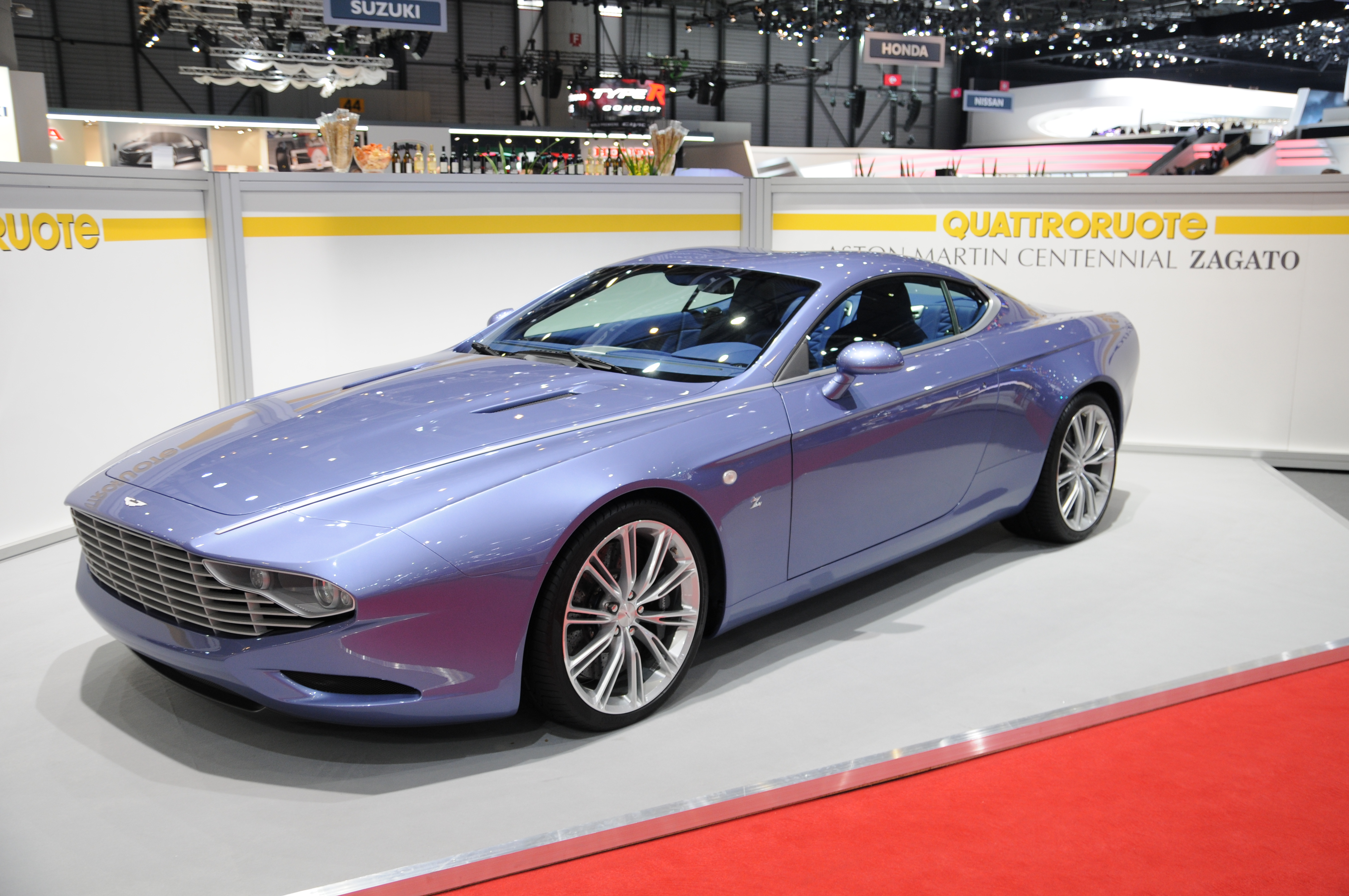
DBS Zagato Centennial.

La DBS Zagato Centennial est un modèle unique réalisé par Zagato pour les 100 ans d'Aston Martin en 2013 et basée sur la DBS Superleggera. Elle est présentée le 21 juillet 2013 au parc royal de Kensington Gardens à Londres. Complètement recarrossée, elle n'a plus aucune ressemblance avec la Superleggera.

### DBS GT Zagato
La DBS GT Zagato est une DBS Superleggera recarrossée par le carrossier Zagato et limitée à 19 exemplaires. La DBS GT Zagato célèbre les 100 ans du carrossier italien Zagato et les 60 ans de la collaboration du constructeur anglais avec le carrossier italien.